# Gare de Doai
La gare de Doai (土合駅, Doai-eki) est une gare ferroviaire de la ville de Minakami, dans la préfecture de Gunma au Japon. Elle est gérée par la compagnie East Japan Railway Company (JR East). La gare a la particularité d'avoir un de ses quais situé à 70 mètres sous terre, ce qui en fait la gare la plus profonde du Japon.

## Situation ferroviaire
La gare de Doai est située au point kilométrique (PK) 69,3 de la ligne Jōetsu.

## Histoire
La gare est inaugurée le 19 décembre 1936. La partie souterraine de la gare a ouvert en 1967, lors de la mise en service du tunnel Shin-Shimizu.

## Service des voyageurs

### Accueil
La gare dispose d'un bâtiment voyageurs ouvert tous les jours.

### Desserte
- Ligne Jōetsu :
  - voie 1 : direction Echigo-Yuzawa et Nagaoka
  - voie 2 : direction Minakami

## Galerie photo

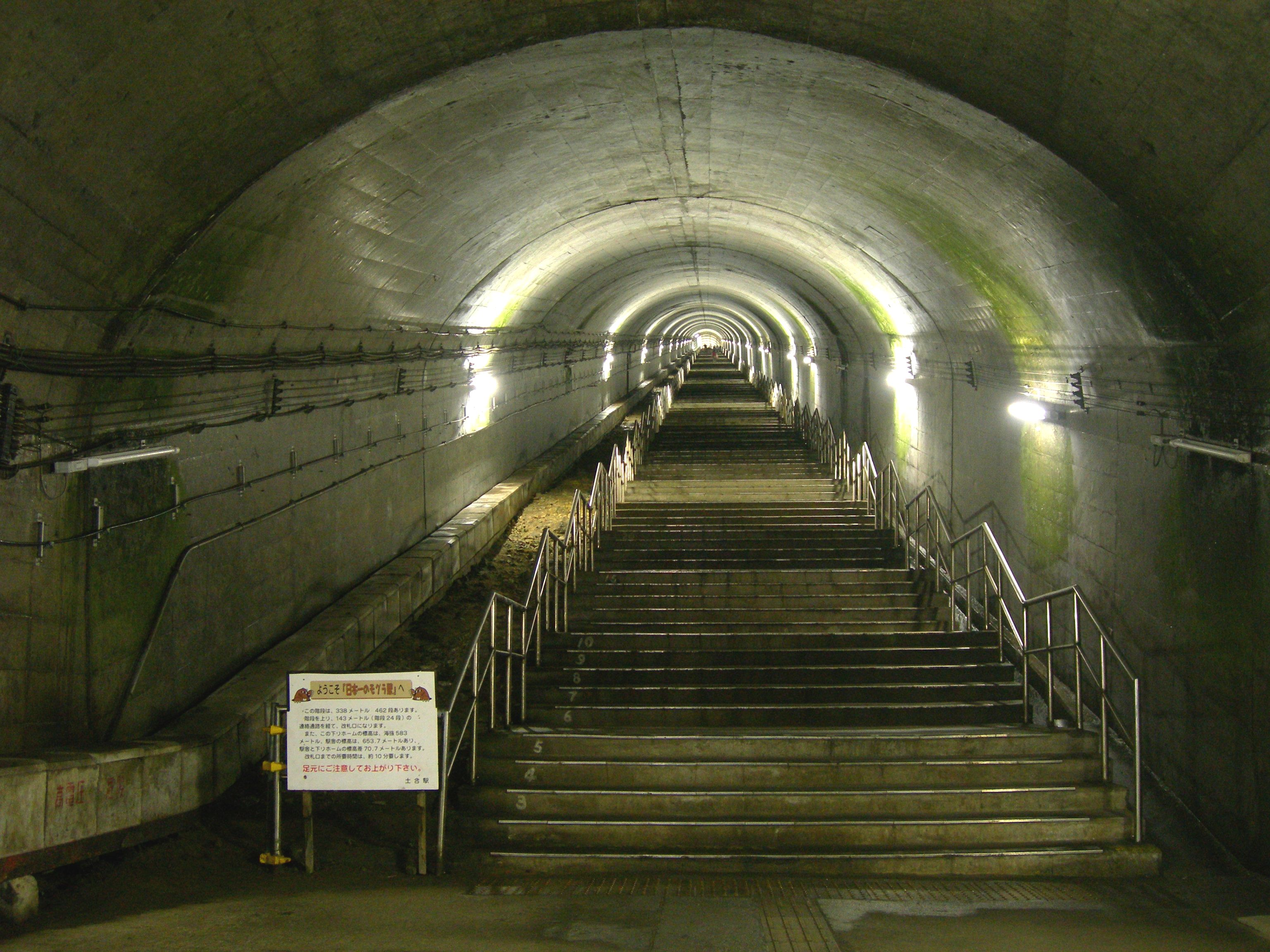
Escalier menant à la partie souterraine
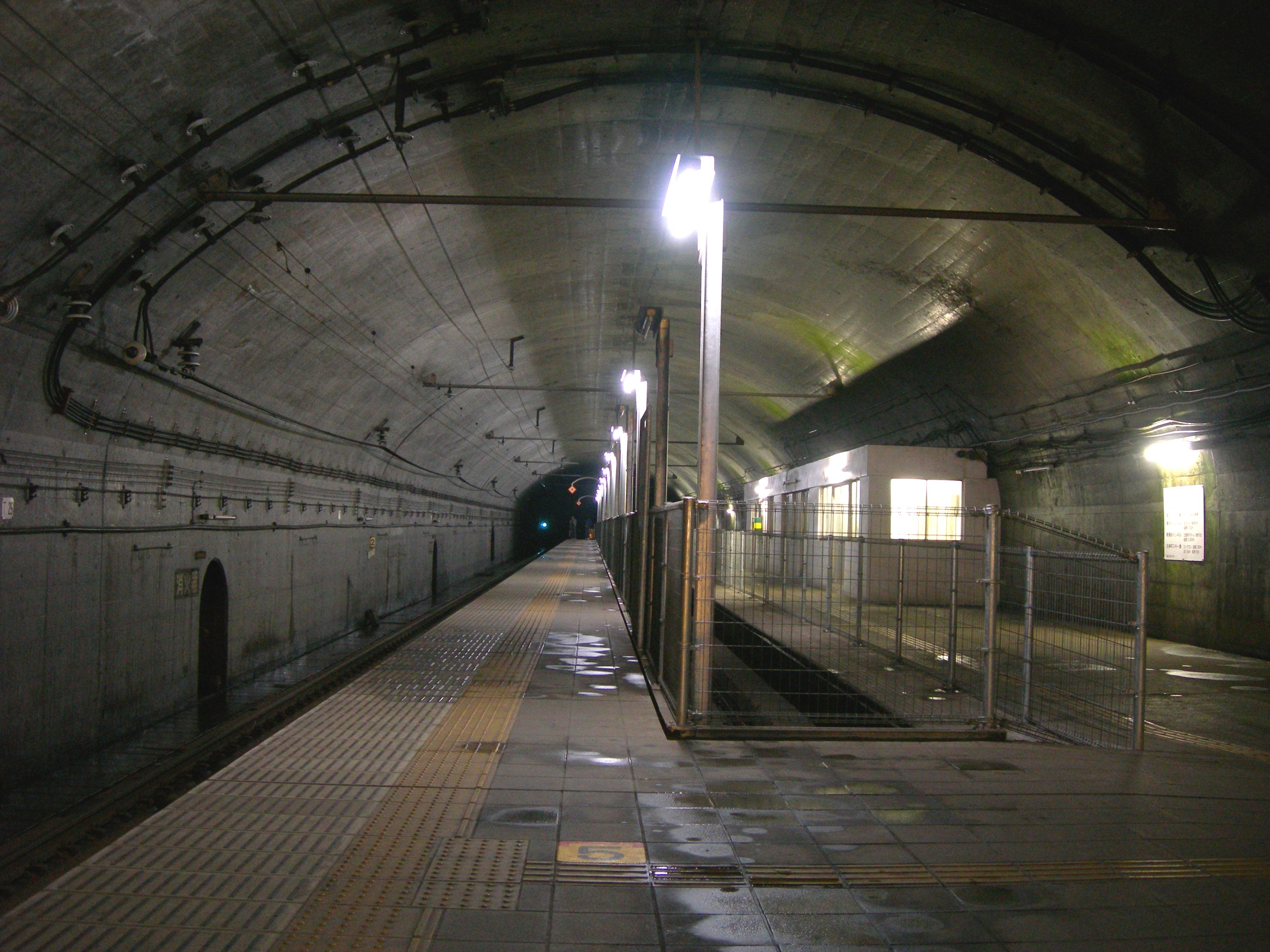
Quai 1
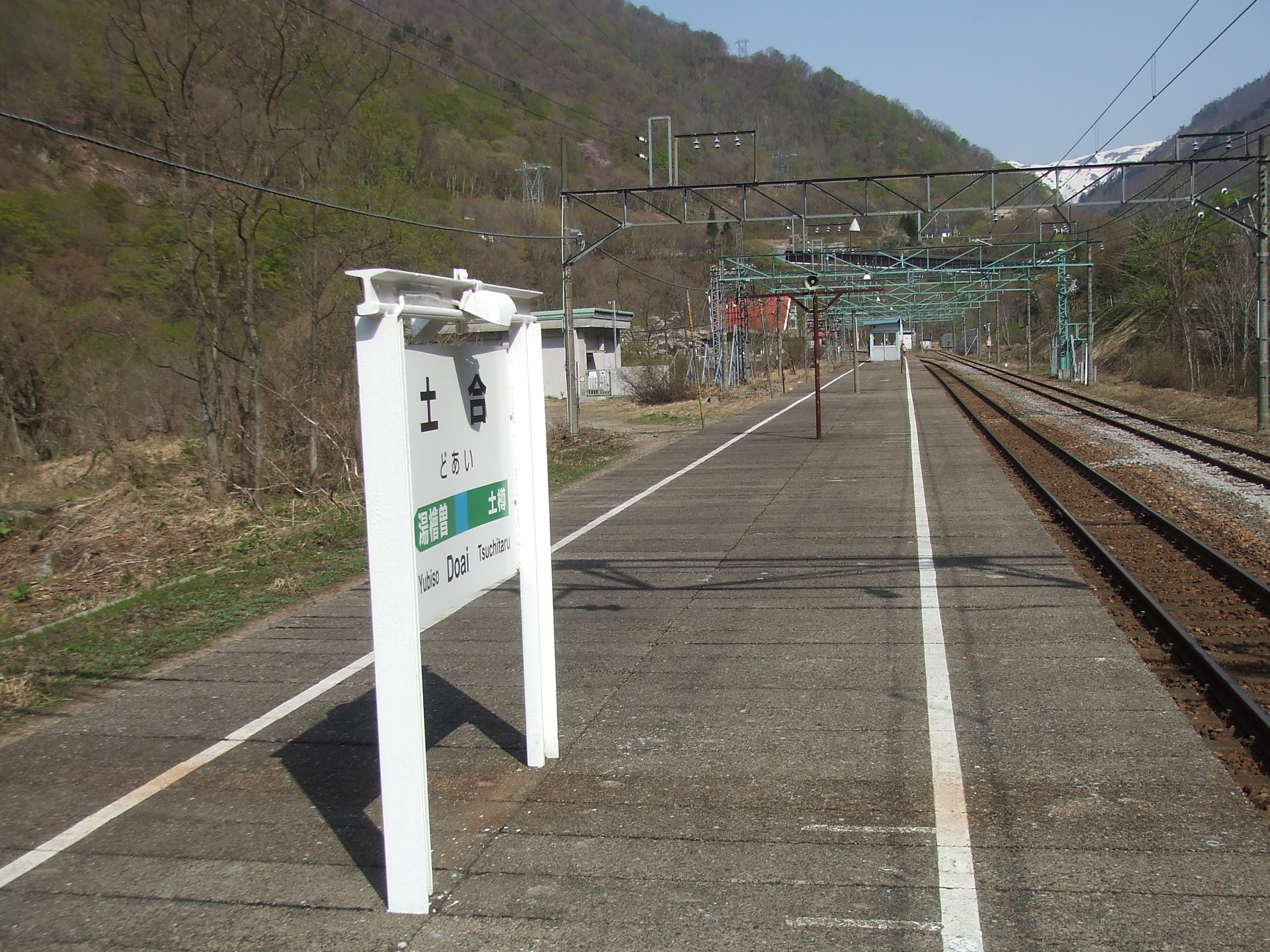
Quai 2